# Giant God Warrior Appears in Tokyo
Giant God Warrior Appears in Tokyo (яп. 巨神兵東京に現わる Kyoshinhei Tôkyô ni arawaru, «Гигантский божественный воин появляется в Токио») — фантастический короткометражный фильм 2012 года, снятый режиссёром Синдзи Хигути по сценарию Хидэаки Анно. Основан на манге Хаяо Миядзаки «Навсикая из Долины ветров». Включён в дополнительные материалы на Blu-ray «Евангелион 3.33: Ты (не) исправишь».

## Сюжет
В «Навсикае» упоминается о «Семи днях огня», уничтоживших цивилизацию. Повествование ведётся от лица рассказчика (Мэгуми Хаясибара).
В Токио грядёт катастрофа, Интернет наполнен слухами. Творится что-то неладное. Привычная жизнь закончилась. Великое бедствие явилось с небес, в облике, подобном человеку. Мегаполис обречён.
Известно, что Бог создал мир за 7 дней. В первый погибли люди и животные. Во второй исчезли все иные формы жизни. На третий уничтожены солнце и луна, тьма окутала Землю.
В четвёртый суша опустилась под воду. На пятый иссякли вода и воздух. На шестой свет пропал и всё погрузилось в хаос. В седьмой день, зло ушло. Осталась надежда пережить конец света и узреть новый мир.

## Производство
Хидэаки Анно, будучи большим поклонником оригинальной манги и аниматором полнометражного фильма, намеревался сделать продолжение. В определённой мере это было реализовано при его участии. 
Трёхмерная графика почти не используется (крылья гигантов, искры, разрез здания), так как создатели предпочли классические спецэффекты, показав реальные кадры, кукольную анимацию и макет города. В частности, модель Токийской башни. Некоторые объекты были специально созданы, остальные взяты из музея токусацу Toho. Синдзи Хигути заметил, что в цифровую эпоху работать с миниатюрами сложно, но приятно. Каждый раз нужно нанимать внештатных сотрудников и арендовать студию. А компьютерная графика помогает сократить расходы.
«Гигантский божественный воин появляется в Токио» является своеобразным прологом к «Навсикае» и «Евангелиону». Тем более, что закадровый голос напоминает зрителям о Рей Аянами, которая, по версии Gainax, является прародительницей человечества, вторым Ангелом Лилит. Неудивительно также, что Евы и гиганты так похожи. По словам Тосио Судзуки, Анно считает, что «Евангелион» — продолжение «Навсикаи», сделанное иначе.
Что касается апокалипсиса и массовых разрушений, то они были основаны на обстоятельствах прошлого создателей фильма:
| У меня в душе запечатлено, что Токио можно уничтожить в любую минуту. Это выражается в моей работе. Я никогда не сталкивался с ужасами войны, которые испытывало поколение моих родителей, но образы мне очень знакомы, как и страх перед ядерной войной времён «Холодной войны». Я прочитал много книг и видел множество телесериалов и фильмов, посвящённых таким темам. Они сильно повлияли на меня. Я больше не думаю, что мы живём на грани исчезновения, но чувство, что это может произойти, все ещё со мной. — Хидеаки Анно |

В манге есть момент, когда Навсикая поддаётся отчаянию и нигилизму, называя людей «самыми отвратительными из всех существ» за вред, который они нанесли планете, и пытается умереть вместе с Ому. Что  очень похоже на поведение Синдзи и Аски. В последнем томе выясняется, что «Семь дней огня» были преднамеренно начаты, чтобы очистить мир, и Море Гнили создано для удаления токсинов в течение тысячелетий. Этот процесс должен привести к возрождению Земли, с генетически изменённым населением. Похожая аргументация использовалась «SEELE» для обоснования процесса комплементации. Навсикая отвергает эти рассуждения и уничтожает склеп с искусственным интеллектом, говоря, что человечество выживет по своей воле.

## Выпуск
Короткометражный фильм демонстрировался в японских кинотеатрах вместе с третьей частью нового «Евангелиона». С 10 июля по 8 октября 2012 года показ проходил в рамках выставки токусацу Хидэаки Анно в Национальном музее современного искусства в Токио. 
«Good Smile Company» выпустила фигурки божественных воинов и копию статуи из искусственного камня высотой 50 см. Над моделью работал Такаюки Такэя. Оригинал, использовавшийся в фильме, был уменьшен при помощи 3D-сканера.
За пределами Японии компании не проявили интереса. С выходом «Тихоокеанского рубежа» и американского перезапуска Годзиллы стало ясно, что для студии «Гибли» это был разовый проект.
В 2013 году речь зашла уже о выпуске сиквела и даже третьей части «Навсикаи». Миядзаки ответил, что у него нет желания и предложил вместо себя Анно, поскольку он всё время повторял: «Я хочу сделать это!». Согласие выразил продюсер Нобуо Каваками. Но Хидэаки сначала озвучил главного героя в «Ветер крепчает», потом впал в депрессию и на несколько лет забросил производство «Евангелион: 3.0+1.0», далее снял фильм «Годзилла: Возрождение». Вопрос остался открытым.

## Награды
В 2013 году «Giant God Warrior Appears in Tokyo» получил премию «за выдающиеся достижения в области кинематографии» в категории короткометражных фильмов по итогам VFX-Japan Awards.